# فيروزان (إيران)
فيروزان (بالفارسية: فیروزان) هي مدينة تقع في إيران في Khezel District. يقدر عدد سكانها بـ 4,054 نسمة .